# Thunderbird Classic 1976
Il Thunderbird Classic 1976 è stato un torneo di tennis giocato sul cemento. È stata la 6ª edizione del torneo, che fa parte del Women's International Grand Prix 1976. Si è giocato a Phoenix negli USA, dal 4 al 10 ottobre 1976.

## Campionesse

### Singolare
Chris Evert ha battuto in finale  Dianne Fromholtz con il punteggio di 6–1, 7–5

### Doppio
Billie Jean King /  Betty Stöve hanno battuto in finale  Linky Boshoff /  Ilana Kloss con il punteggio di 6–2, 6–1